# Стокер, Джеймс
Джеймс Джонстон Стокер — американский математик и инженер.
Он был директором Курантовского института математических наук; вместе с Куртом Отто Фридрихсом, являлся одним из основателей этого института.
Стокер известный своими работами по дифференциальной геометрии и теории волн.

## Карьера
Родом из Питтсбурга, штат Пенсильвания.
Стокер начал свою карьеру в качестве горного инженера.
В 1930-х годах, он отправился в Цюрих, начал учился механике в Федеральном технологическом институте.
Стокер был настолько впечатлён курсом геометрии Хайнца Хопфа, что он изменил свою докторскую программу с механики на дифференциальную геометрию.
Он защитил диссертацию под руководством Хопфа и Дьёрдя Пойи.
Позже Хопф рекомендует Стокера Ричарду Куранту.
В 1937 году Стокер вместе с Куртом Фридрихсом работает с Курантом в отделе математики в Университете Нью-Йорка.
После выхода Куранта на пенсию в 1958 году, Стокер занял его место директора и работал в этой должности до 1966 года.
Именно в период Стокера, как директора, институт приобрёл большую автономию в рамках Университета.
В 1965 году, он стал называться Курантовский институт математических наук.
Фридрихс занял должность директора в 1966 году.

## Вклад
- Дал точную формулировку и обобщил теорему Адамара о вложении.[6]

## Признание и память
- Гиббсовская лекция, 1961 год.[7][8]
- Медаль Тимошенко, 1970 год.[9]

## Книги
- Differential Geometry, Wiley-Interscience (1989). ISBN 0-471-50403-30-471-50403-3
- Water Waves: The Mathematical Theory with Applications, Wiley-Interscience (1957).